# Локтево (Удмуртия)
Локтево — упразднённая деревня Каракулинского района Удмуртии, ныне урочище Локтево. Упразднена в 1976 году.

## История
В 1829 году населённые пункты Локтево, Буториха, Ганькин, Колесово вошли в приход Свято-Троицкой церкви (1814—1936 гг.) села Каракулино Сарапульского уезда
«Список населённых мест Вятской губернии 1859—1873 гг.» описывает деревню Локтево, она же Шанева (Сарапульский уезд, Стан 3) как находящуюся в местности «между почтовым трактом Сарапульско-Елабужским и проселочной дорогой, идущей по правому берегу р. Камы», в 41 версте от уездного города и в 9 верстах от стан. кварт.

## География
Село находится у р. Буториха.
Локтево в списках населённых пунктов Удмуртской АО / АССР приводит книга Справочник по административно-территориальному делению Удмуртии / Составители: О. М. Безносова, С. Т. Дерендяева, А. А. Королёва. — Ижевск: Удмуртия, 1995.
| №        | Дата       | Тип н.п. | Название н.п. | Район               | Сельсовет               |
| -------- | ---------- | -------- | ------------- | ------------------- | ----------------------- |
| 39160707 | 01.01.1939 | деревня  | Локтево       | Каракулинский район | Ломовинский сельсовет   |
| 55160206 | 01.09.1955 | деревня  | Локтево       | Каракулинский район | Вятский сельсовет       |
| 57160205 | 01.08.1957 | деревня  | Локтево       | Каракулинский район | Вятский сельсовет       |
| 65160510 | 01.06.1965 | деревня  | Локтево       | Каракулинский район | Каракулинский сельсовет |
| 71160508 | 01.07.1971 | деревня  | Локтево       | Каракулинский район | Каракулинский сельсовет |

## Население
«Список населённых мест Вятской губернии 1859—1873 гг.» в деревне Локтево (Шанева) зафиксировал 17 дворов, 219 жителей, из них 107 мужчин и 112 женщин.
В 1891 в деревне Локтево числилось 206 постоянных жителей.